# Londonska berza
Londonska berza (LSE skraćeno od engleskog naziva London Stock Exchange) najznačajnija je londonska i evropska, a ujedno i jedna od najpoznatijih i najznačajnijih svetskih berzi vrednosnih papira.  Smeštena je na trgu Paternoster Skver, nedaleko Katedrale sv. Pavla u Londonu. U aprilu 2011. godine ukupna vrednost deonica kompanija koje su kotirale na ovoj berzi bila je 3,75 biliona američkih dolara, što Londonsku berzu vrednosnih papira čini najvećom berzom u Evropi po opsegu trgovanja te četvrtom berzom u svetu. Berzom upravlja Londonska berzanska grupa (engl. London Stock Exchange Group - LSEG).
Londonska berza je osnovana 1571, što je čini jednom od najstarijih berzi na svetu. Londonska berzanska grupa je formirana u oktobru 2007, kad se Londonska berza spojila sa Milanskom berzom, Borsa Italiana.

## Istorija

### Počeci
Engleski trgovac i finansijer Tomas Grešam bio je osnivač i pokretač kraljevske berze u Londonu, po modelu na tada već postojeću berzu u Antverpenu. Godine 1571. berzu je otvorila kraljica Elizabeta . Kasnije, tokom 17. veka trgovcima vrednosnim papirima bio je zabranjen ulaz na berzu zbog njihovog nepristojnog ponašanja. Zbog toga su se morali snalaziti na razne načine, pa su trgovali na drugim lokacijama u blizini, kao na primer u poznatoj gostionici . Godine 1698. u toj gostionici broker po imenu Džon Kasting počeo je da izlistava cene nekoliko vrednosnih papira, njihove kurseve te cene nekih važnijih proizvoda, poput soli, uglja i bibera. Popis cena nije osvežavan na dnevnoj bazi, nego se menjao svakih nekoliko dana. Spomenute aktivnosti i popis kasnije su prešli u gostionicu Garraway’s coffee house. Javne aukcije toga vremena trajale su toliko vremena za koliko bi izgorela improvizovana sveća od slanine, a bile su poznate i kao „aukcije za inč sveće“. Broj deonica s kojima se trgovalo s vremenom je rastao te se sve više tadašnjih kompanija uključilo u kotaciju.
Nakon što je u velikom londonskom požaru izgorela zgrada postojeće Kraljevske (Grešamove) berze, godine 1699. izgrađen je novi objekt i berza je ponovno otvorena. Ovo je predstavljalo korak napred od gostionica i napredak prema modernom načinu trgovanja. Nova Kraljevska berza nije imala samo vlastite brokere, nego su sudelovali i trgovci izvan te organizacije. Počelo se voditi računa o uređenju načina trgovanja, koji je do tada bio prilično velik problem, jer mnogi koji su trgovali nisu imali odgovarajuću dozvolu. Tako je 1697. godine Britanski parlament doneo zakon o financijskom i fizičkom kažnjavanju onih koji su trgovali bez dozvole. Takođe, broj brokera ograničen je na najviše 100, što je kasnije povećavano s rastom opsega trgovine. Ova ograničenja s vremenom su dovela do problema pa su trgovci iz raznih razloga počeli da napuštaju berzu i da trguju na ulicama Londona. Ulica u kojoj se odvijalo najviše trgovanja u narodu je prozvana Change or exchange alley (ulica zamene i razmene), a nalazila se u blizini sedišta Engleske banke. Parlament je nastojao da sankcioniše ovakvu vrstu trgovanja. Mnoge kompanije toga doba čije su se deonice prodavale našle su se u problemima, budući sa su među trgovcima cirkulisale i deonice „veštačkih“ kompanija, te su drastične oscilacije njihovih deonica naštetile „pravim“ kompanijama.
Nakon okončanja Sedmogodišnjeg rata (1756 – 1763) ponovno se aktiviralo trgovanje u gostionici . Godine 1773. Džonatan je zajedno sa još 150 drugih brokera osnovao udruženje te otvorio novu i nešto formalniju „berzu vrednosnih papira“ u ulici Sviting ali. Uvedena je i naplata ulaznica za one koji su želeli da trguju.

### 19. vek
Godine 1801. u Londonu je otvorena prva službena berza, koja je imala svoj pravilnik, a nazvana je Potpisnička soba (engl. Subscription room). Međutim, već prvog dana trgovanja došlo je do problema, kada je milicija morala silom da izbaci trgovce bez dozvole. Zbog ovakvih i još raznih drugih razloga ova berza je bila nepogodna, pa je donesena odluka da se izgradi nova zgrada Londonske berze. Dana 18. maja 1801. Vilijam Hamond je položio kamen temeljac i radovi su počeli. Objekat je dovršen relativno brzo, a 30. decembra iste godine održano je svečano otvorenje.
Godine 1812. donesen je prvi pravilnik berze, koji je, iako je bio kratak i sažet, uneo značajan red u trgovanje. Sa svojom novom, državnom upravom te rastom opsega trgovine Londonska berza vrednosnih papira postala je sastavni deo finansijskog života grada. Takođe, uprkos velikom javnom protivljenju, Britanska vlada je putem berze prikupljala veliki deo novca za rat protiv Napoleona Bonaparte.
Nakon završetka rata i značajnog rasta privredne aktivnosti generalno u celom svetu, davanje zajmova državama poput Brazila, Čilea ili Perua bilo je perspektivno ulaganje. Vezano za to, Međunarodni odsek berze omogućavao je učesnicima da uzmu učešća u svim transakcijama vezanima za inozemna ulaganja. Vremenom je trgovanje stranim vrednosnim papirima postalo uobičajeno. Međunarodne financijske aktivnosti u to vreme znatno pridonose britanskoj privredi. Svoje berze vrednosnih papira dobivaju i gradovi Liverpul i Mančester.
Iz razloga stalnog povećanja broja trgovaca i članova berze, vlasti su 1853. godine odlučile o gradnji potpuno nove zgrade, budući da postojeća više nije bila adekvatna, a i nije bilo prostora za proširenje. Za glavnog arhitektu odabran je Tomas Alason. Novi objekt bio je pravo osveženje, a imao je dvostruko veći prostor za trgovanje. Sredinom 19. veka izumljeni su i u upotrebu se uvode telefon i telegraf, što znatno doprinosi razvoju berzovnog poslovanja.

### 20. vek
Londonska berza, i sam London su bili financijsko središte sveta početkom 20 veka. Početak Prvog svetskog rata značajno je uzdrmao britansku ekonomiju. Odmah nakon početka sukoba dogodio se oštar pad cena vrednosnih papira. U julu 1914. berza je zatvorena te se takvo stanje zadržava do početka 1915. godine. Ulično trgovanje privremeno opet postaje aktualno. Dana 4. januara 1915. godine berza je ponovno otvorena, ali ovaj put rad opterećuju velika ograničenja, poput onog da transakcije moraju biti isključivo gotovinske. Tokom Prvog svetskog rata berzu je napustilo oko 1.000 trgovaca.
Početkom Drugog svetskog rata vlada opšta bojazan da će London biti meta vazdušnih napada, pa je berza povremeno zatvorena, a trgovanje koje se odvijalo uglavnom telefonskim putem. Takođe, tokom rata zgrada je oštećena u jednom od požara u noći 29. decembra 1940, te 1945. kada ju je pogodila jedna V-2 raketa.
Nakon rata dolazi vrijeme stabilizacije i privrednog procvata. Vlasti su ponovno primorane da izgrade veći prostor za trgovanje. Godine 1967. započinje izgradnja poslovnog tornja visokog 100 m koji se prostire na 26 spratova. Dana 8. novembra 1972. godine objekt je dovršen te predstavlja jedan od novih simbola grada, a otvara ga kraljica Elizabeta  Godine 1973. događaju se dve značajne promene. Prva od njih dopušta ženama i strancima trgovanje na berzi, dok druga povezuje britanske i irske regionalne berze. Berza po prvi put počinje da deluje pod službenim imenom The London Stock Exchange. U februaru 1984. godine uveden je berzovni indeks FTSE 100. Takođe, osamdesetih godina 20. veka dolazi i do Big Banga na Londonskoj berzi – ukidaju se mnoga ograničenja, što značajno podstiče razvoj trgovanja, a uveden je i sistem objave tečaja vrednosnih papira na elektroničkim zaslonima. Godine 1997. uvodi se elektronsko trgovanje.

### IRA bombardovanje
Dana 20. jula 1990. podmetnuta je bomba organizacije IRA, koja je eksplodirala u muškom toaletu iza posetilačke galerije. Taj prostor je bio evakuisan na vreme, te nije bilo povređenih. Oko 30 minuta pred eksplozije u 8:49 a.m., jedan čovek koji je izjavio da je član IRA je obavestio Rojters da je podmetnuta bomba na berzi i da će uskoro eksplodirati. Policijski zvaničnici su izjavili da bi bez upozorenja, ljudski danak bio veoma visok. Eksplozija je probila rupu u 23-spratnoj zgradi u ulici Trednidl i zasula je staklom i betonom ulicu. Dugoročni trend prema sve većoj zastupljenosti elektronskog trgovanja umanjio je atrakciju berze za posetioce, tako da iako je je galerija bila ponovo otvorena, ona je permanentno zatvorena 1992. godine.

### Novi milenijum
Novi milenijum obeležava uvođenje niza novih financijskih proizvoda i novina u trgovanju. Osim toga, s uvođenjem elektronskog trgovanja Berzni toranj postaje suvišan, a Berza se seli 2004. godine na trg Paternoster skver. Godine 2007. Londonska berza se spaja sa organizacijom Bursa Italiana, čime je stvoreno udruženje London Stock Exchange Group. Kasnije je bilo još nekoliko pokušaja da se novonastalo udruženje jače poveže sa američkim i kanadskim tržištima kapitala, ali ti poslovnih poduhvati nisu realizovani.

### Okupacija Londona
Londonska berza na Paternoster Skveru je bila inicijalna meta protestanata pokreta Londonske okupacije dana 15. oktobra 2011. Pokušaje da se okupira skver je sprečila policija. Policija je zatvorila ulaz na trg poput privatnog vlasništva, pošto je nalog Visokog Suda prethodno bio izdat protiv javnog pristupa trgu.
Protestanti su se premestili na obližnji prostor ispred katedrale Svetog Petra. Ovi protesti su bili deo globalnih pokreta „okupacija”.

## Trgovanje
Londonska berza pruža velike mogućnosti ulaganja i trgovanja, i na njoj se kotiraju deonice više od 2.900 kompanija iz više od 60 zemalja širom sveta. Trgovanje se odvija elektronskim putem. Berza je otvorena od ponedeljka do petka, a radno vreme je ujutro od 08:00 h do 16:30 h poslepodne. Neradni su dani subota, nedelja i oni praznici za koje berza to unapred najavi.

## Indeksi
Kako se na berzi trguje širokim spektrom vrednosnih papira, postoji niz indeksa koji ih prate, kao na primer: FTSE 100 Index, FTSE 250 Index, FTSE 350 Index, FTSE SmallCap Index ili FTSE All-Share Index. Najznačajniji je FTSE 100 Index.

## Zanimljivosti
| Godina | Događaj |
| ------ | --- |
| 1990.  | Dana 20. juna eksplodirala je naprava koju je u blizinu galerije za posetioce postavila irska radikalna organizacija IRA. Nije bilo povređenih. |
| 2011.  | Dana 15. oktobra, berzu okupiraju demonstranti koji čine deo pokreta demonstracija, koje su se odvijale u preko 700 velikih svetskih gradova. Motiv demonstracija je neslaganje sa politikom surovih oblika kapitalizma. Policija štiti i blokira prostor ispred ulaza pod tvrdnjom kako je to privatni prostor. |

## Literatura
- Michie, R. C. (1999). The London Stock Exchange: A History. Oxford: Oxford University Press. ISBN 978-0-19-829508-2.
- Službene web stranice Londonske berze (engleski jezik)
- Londonska berza na web stranicama Svjetskog udruženja berzi (engleski jezik)
- Statistički podaci o najvećim svjetskim berzama, PDF dokument (engleski jezik)
- Prosvjedi protiv svjetskih moćnika, britanski informativni list Guardian (engleski jezik)
- Vijest o intervenciji policije tijekom prosvjeda (engleski jezik)

## Spoljašnje veze
- Zvanični veb-sajt
- Documents and clippings about  Londonska berza u Novinskim arhivama 20. veka Nemačke nacionalne biblioteke ekonomije (ZBW)